# Unutarnje brodarstvo
Unutarnje brodarstvo ili riječno brodarstvo je jedna od gospodarskih djelatnosti iz područja brodarstva. Čini ju organizirani prijevoz ljudi i robe na unutarnjim vodenim prometnim putovima: kanalskim, jezerskim i riječnim putevima uz sudjelovanje posebno kvalificiranih ljudi brodovima. Spada u promet.
Prema namjeni, brodarstvo dijelimo na: 
- teretno,
- putničko i
- mješovito brodarstvo

Plovila unutarnjeg brodarstva dijelimo glede porivnog uređaja, odnosno imaju li ga plovila ove plovidbe ili nemaju. 
- plovila s vlastitim porivnim uređajem: 
  - putnički,
  - teretni (tegljači, potiskivači i mješoviti) i
  - specijalni (ribarski, jahte, trajekti) brodovi
- plovila bez vlastita porivnog uređaja:
- teglenice i
- potisnice (barže)

Unutarnje brodarstvo osobit razvoj zabilježilo je u 19. stoljeću s pojavom parobroda na europskim rijekama. 1817. godine zaplovio je prvi riječni parobrod. Zaplovio je na Dunavu. 1829. godine osnovano je Prvo austrijsko parobrodarsko društvo u Beču. Sredinom 19. stoljeća parobrodski se promet odvijao i Dravom i Savom. 1844. godine kupljen je u Beču prvi hrvatski parobrod Sloga. Vlasnik mu je bilo godinu prije osnovano sisačko Savsko-kupsko društvo parobrođenja, koje je bilo i prvo dioničko društvo na hrvatskim prostorima. Snažna konkurencija hrvatskim parobrodarskim društvima bila su austrijska i ugarska parobrodarska društva, ali usprkos tome u Hrvatskoj su bila brojna. U Vukovaru je 1952. godine osnovana Riječna plovidba Hrvatske koja je 1953. godine premještena u Sisak i nazvana Dunavski Lloyd (Hrvatsko riječno brodarstvo Dunavski Lloyd – Sisak d. o. o., HRB Dunavski Lloyd – Sisak). U Hrvatskoj se najvažniji međunarodni promet odvija Dunavom, Dravom između Dunava i Osijeka te Savom između Slavonskog Broda i Osijeka. Hrvatski unutarnji plovidbeni lučki sustav obuhvaća četiri međunarodne riječne luke: Vukovar, Sisak, Slavonski Brod i Osijek te nekoliko pristaništa. Preko više od pola stoljeća planira se izgradnja višenamjenskoga plovnoga kanala Dunav–Sava (Vukovar–Šamac) duljine 62 km.